# Un sogno sul Volga
Un sogno sul Volga, Op. 16, in russo Сон на Волге?, è un'opera in quattro atti, di Anton Stepanovič Arenskij, su libretto scritto dal compositore stesso, sulla base del dramma di Aleksandr Nikolaevič Ostrovskij Il Voevoda (Un sogno sul Volga), in russo Воевода (Сон на Волге)?.

## Storia della composizione
Un sogno sul Volga è la prima opera di Arenskij, che iniziò a lavorarvi mentre ancora studiava composizione nella classe di Nikolaj Rimskij-Korsakov al conservatorio di San Pietroburgo e la terminò nel 1890. Čajkovskij, la cui musica ebbe un'influenza significativa su Arenskij, vent'anni prima aveva composto l'opera Il Voevoda sullo stesso soggetto di Ostrovskij, tuttavia rimase così insoddisfatto del suo lavoro da distruggere la partitura manoscritta. La versione di Arenskij era un adattamento dell'opera teatrale molto più fedele di quella di Čajkovskij, che scrisse a suo fratello Modest di non essere rimasto molto colpito quando Arenskij gli aveva suonato brani dell'opera a San Pietroburgo, ma dopo aver esaminato la partitura completa nell'estate del 1890 e aver assistito alla prima, si era convinto che fosse una delle migliori opere russe. La prima esecuzione di Un sogno sul Volga ebbe luogo il 21 dicembre 1891 al teatro Bol'šoj di Mosca, diretta dallo stesso Arenskij.

## Trama
L'azione ha luogo attorno alla metà del XVII secolo in una grande città sul fiume Volga.

### Atto I
Scena prima Nel giardino della casa del mercante Djužoj, sulle rive del Volga. Mar'ja Vlas'evna, la figlia più giovane di un ricco mercante, ama ricambiata il giovane boiardo Stepan Bastrjukov. Tuttavia, Stepan non può sposare Mar'ja: il nemico giurato di Bastrjukov, il vecchio Voevoda, che non lo accetterà mai come cognato, è promesso alla sorella maggiore di Mar'ja, Praskov'ja. Le cose peggiorano ulteriormente quando il Voevoda vede la bella Mar'ja e se ne invaghisce al punto di volerla sposare rifiutando Praskov'ja. I genitori delle ragazze hanno paura dell'onnipotente Voevoda e cedono. Senza aspettare il matrimonio, il Voevoda ordina di trasportare Mar'ja presso di lui. Il giovane Bastrjukov decide coraggiosamente di combattere il Voevoda. 
Scena seconda Nella casa di Bastrjukov. Separato dalla sua amata, Stepan è preso da profonda tristezza. Il suo servo gli consiglia di rivolgersi al fuggiasco Roman Dubrovin per chiedere aiuto. Infatti, Roman ha subito lo stesso torto: il Voivoda gli aveva rapito la moglie. Dubrovin consiglia di far sì che il Voevoda parta, almeno per due giorni, a caccia o in pellegrinaggio, e per questo è necessario corrompere lo stregone Mizgir' di cui il superstizioso Voevoda si fida ciecamente.

### Atto II
Scena prima In una soffitta nella casa del Voevoda. Mizgir' ha convinto il Voevoda che potrà conquistare la sua amata solo andandosene da casa: che si rechi per due giorni in un monastero nella foresta. Prima di andarsene, il vecchio dà ai servi un ordine rigoroso: vigilare sul terem e non far uscire nessuno dai portoni. 
Scena seconda In una gola nella foresta. In lontananza, sulle rive del fiume, si scorge il monastero. Dubrovin arriva in barca con diversi rematori e si nasconde dietro un albero. Poco dopo arriva il Voevoda, che si avvicina con il suo seguito al monastero. 

### Atto III
Nel terem in casa del Voevoda. Alcune ragazze intrattengono con canti e balli Mar'ja, che intona una canzone triste. Olena, la moglie di Dubrovin, le dice in segreto che Bastrjukov la aspetterà in giardino domani sera; non abbia paura delle sentinelle: saranno fatte ubriacare. 

### Atto IV
Scena prima In un'isba in un villaggio. Una vecchia culla un bimbo con una ninna nanna triste. Nella capanna, il Voevoda dorme in un sonno irrequieto: gravi visioni lo tormentano. Sogna che a Mosca, nel palazzo del Cremlino, un messo denunci le sue cattive azioni illegali, e che il Gran Boiardo lo rimuova dal voivodato e mandi un nuovo Voevoda. Svegliandosi con orrore, si chiede se Mizgir' lo abbia ingannato. Il vecchio si addormenta di nuovo e ricomincia a sognare. Lungo il Volga, Bastrjukov nuota fino alla torre con i rematori e porta via Mar'ja nella sua barca, mentre il Voevoda viene gettato nel fiume. Svegliatosi di soprassalto, il Voevoda ordina al suo seguito di tornare immediatamente a casa. 
Scena seconda Nel giardino presso il terem del Voevoda, nel cuore della notte. Mar'ja, Bastrjukov, Olena e Dubrovin si prepararono a fuggire. All'improvviso, presso i cancelli, vengono sorpresi  dal Voevoda che è tornato a casa e, infuriato, afferra Mar'ja. Ma proprio in quel momento, un nuovo Voevoda, inviato da Mosca, entra nel cortile. Il potere dell'oppressore del popolo è finito: il vecchio Voevoda è stato rimosso dal suo incarico. Niente ora interferirà con la felicità di Mar'ja e Bastrjukov e di Olena e Dubrovin. 